# Phillip Dormer Stanhope

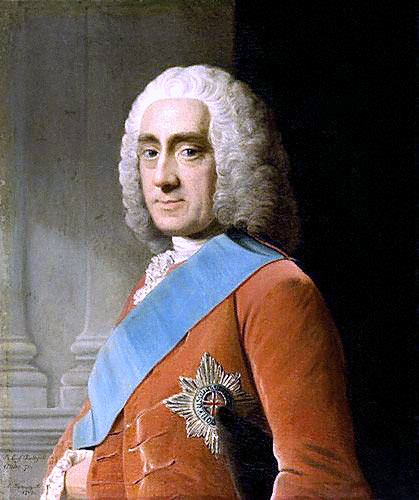
Philip Stanhope, door Allan Ramsay, 1765

Phillip Dormer Stanhope, de 4e graaf van Chesterfield (Londen, 22 september 1694 — Mayfair, 24 maart 1773) was een Brits staatsman en schrijver. Hij studeerde te Cambridge en ging in 1714 in Parijs wonen. Onder koning George I werd hij kamerheer bij de Prins van Wales en lid van het Lagerhuis; na zijn vaders dood, in 1726 werd hij lid van ’t Hogerhuis. In 1727 ging hij als buitengewoon gezant naar Holland, waar hij een groot bewonderaar werd van de raadspensionaris Simon van Slingelandt en onder diens invloed kwam. Pogingen van de orangisten in 1729 om een volksbeweging te verwekken ten gunste van de prins, die gevaarlijk kon worden voor Van Slingelandt, vonden bij hem geen steun. In zijn dienst was Vincent la Chapelle, een Franse kok en vrijmetselaar, die in 1733 The modern cuisine publiceerde en een betrekking bij prins Willem IV accepteerde.
In 1731 werd hij opperhofmeester van George II en sloot vriendschap met Robert Walpole. Hij werd in 1744 vice-koning van Ierland en in 1746 secretaris van Staat; door doofheid was hij genoodzaakt zich uit het openbare leven terug te trekken en wijdde zich aan het schrijven. Groot opzien baarde zijn Letters to his son. Deze brieven zijn in een elegante stijl geschreven, vol geestige gedachten; zij tonen de graaf van Chesterfield als een man met grote mensenkennis, maar tevens als een berekenend egoïst. Verder schreef Chesterfield o.a.: Miscallaneus works (1777, twee delen) en Posthumous pieces (1778).

## Bron
- Oosthoek's geïllustreerde Encyclopaedie (1917)

- Bibsys: 90734763
- Biblioteca Nacional de España: XX1097234
- Bibliothèque nationale de France: cb11998322s (data)
- Catàleg d'autoritats de noms i títols de Catalunya: 981058530389606706
- CiNii: DA01217008
- Gemeinsame Normdatei: 118675745
- International Standard Name Identifier: 0000 0001 0915 1751
- Library of Congress Control Number: n50043480
- Nationale Bibliotheek van Letland: 000036055
- Bibliotheek van het Japanse parlement: 00464506
- Nationale Bibliotheek van Tsjechië: mzk2009533631
- Nationale bibliotheek van Australië: 35027829
- Nationale Bibliotheek van Israël: 987007259639805171
- Nationale Bibliotheek van Polen: a0000002743786
- Nationale en Universitaire bibliotheek Zagreb: 000095016
- Nederlandse Thesaurus van Auteursnamen: 070019630
- Russische Staatsbibliotheek: 000082166
- Istituto Centrale per il Catalogo Unico: CFIV054441
- LIBRIS: 182811
- SNAC: w6p08zpm
- Système universitaire de documentation: 028075749
- Trove: 801260
- Virtual International Authority File: 73862914